# Candida silvatica
Candida silvatica är en svampart som först beskrevs av Van der Walt, Klift & D.B. Scott, och fick sitt nu gällande namn av S.A. Mey. & Yarrow 1978. Candida silvatica ingår i släktet Candida, ordningen Saccharomycetales, klassen Saccharomycetes, divisionen sporsäcksvampar och riket svampar.   Inga underarter finns listade i Catalogue of Life.